# Диксон, Робин (журналистка)
Робин Диксон (англ. Robyn Dixon; род. XX век, Мельбурн, Австралия) — журналистка. Глава московского бюро газеты The Washington Post.

## Биография
Робин Диксон родилась и выросла в Мельбурне, Австралия; окончила Presbyterian Ladies' College. Её мать — домохозяйка, а отец — судья в суде графства Виктория. С 1978 года Диксон работала редактором в газете The Herald в Австралии. С 1993 года в течение четырёх лет работала московским корреспондентом газет The Sydney Morning Herald и The Age.
С 1999 года работала иностранным корреспондентом газеты Los Angeles Times. В 2003 году вместе со своей дочерью Сильвией переехала в Йоханнесбург, Южно-Африканская Республика, и возглавила там бюро Los Angeles Times; а в 2018 — бюро в Пекине, Китай.
С ноября 2019 года является руководителем московского бюро The Washington Post.
Владеет русским и французским языками.

## Премии и награды
- 2007: Премия Sigma Delta Chi[англ.] за корреспондентскую работу в Зимбабве[4][8]
- 2008: Журналистская премия Роберта Ф. Кеннеди[англ.] за «выдающийся репортаж о жизни и раздорах обездоленных людей во всем мире»[5][9]
- 2008: упоминание (второе место) премии Joe and Laurie Dine некоммерческой организации Overseas Press Club[англ.][4][10]
- 2009: Batten Medal Американского сообщества редакторов новостей[англ.] за достижения в области общественной журналистики[4][11]
- 2009: премия имени Дэниэла Перла за смелость и честность в репортёрской работе[3][4]
- 2016: Премия Мэдлин Дэйн Росс Overseas Press Club в категории «Лучший международный отчёт в печатном или цифровом формате, демонстрирующий озабоченность состоянием человека»[4][12]